# Boulengerula boulengeri
Boulengerula boulengeri е вид земноводно от семейство Caeciliidae.

## Разпространение
Видът е разпространен в Танзания.